# Teresa Bernarda Ludermir
Teresa Bernarda Ludermir é Professora Titular de Inteligência Artificial do Centro de Informática da Universidade Federal de Pernambuco desde 2007 e bolsista de Produtividade em Pesquisa desde 1992 sendo PQ 1A  desde 2012. Membro da Ordem Nacional do Mérito Científico, membro da Academia Pernambucana de Ciências, diretora da Rede Nordeste de Inteligência Artificial, Membro sênior do IEEE e da INNS e coordena o Centro de Excelência em Inteligência Artificial para a Segurança Cibernética. Sua pesquisa versa na área de IA .

## Prêmios
Recebeu os prêmios do Mérito Científico da Sociedade Brasileira de Computação e das Comissões Especiais de Redes Neurais e Inteligência Artificial.